# Karlina Leksono Supelli
Karlina Leksono Supelli (nacida en Yakarta el 15 de enero de 1958) es una filósofa y astrónoma indonesia. Es una de las primer astrónomas de indonesia. Obtuvo su máster en ciencia espacial por la Universidad Colegio de Londres, pero se cambió a filosofía y completó su Doctorado en la Universidad de Indonesia en 1997.
También es conocida por participar en actividades humanitarias durante la Reforma de Indonesia de 1998. Bajo el liderazgo de Karlina Supelli, en febrero de 1998, un grupo de madres preocupadas se manifestó en frente del HI (Hotel Indonesia). Como resultado, fue arrestada junto a otras dos mujeres, Gadis Arivia y Wilasih Noviana.
Una feminista, Karlina también toma parte en revelar y defender los derechos de las víctimas de los disturbios indonesios de mayo de 1998, cuando cientos de mujeres chinas-indonesias fueron violadas en Yakarta. Ella fue a los EE.UU para convencer al Gobierno estadounidense de que parase las exportaciones de armas a Indonesia, resultando en amenazas de muerte por sus actividades. Sin embargo, no se desalentó. También defendió activamente los derechos de las mujeres aceh y timorenses que habían sido violadas por miembros de la Armada de Indonesia.
Karlina ha dado conferencias sobre filosofía y astronomía en varias universidad indonesias. Sus escritos se han publicado en periódicos tanto indonesios como extranjeros. Ahora es una conferencista en Sekolah Tinggi Filsafat Driyarkara (Instituto Driyarkara de Filosofía), Yakarta.